# Liste der Biografien/Grav
Liste der Biografien |
Portal Biografien |
Personensuche
# |
A |
B |
C |
D |
E |
F |
G |
H |
I |
J |
K |
L |
M |
N |
O |
P |
Q |
R |
S |
T |
U |
V |
W |
X |
Y |
Z |
?
 
Ga |
Gb |
Gc |
Gd |
Ge |
Gf |
Gh |
Gi |
Gj |
Gk |
Gl |
Gm |
Gn |
Go |
Gp |
Gq |
Gr |
Gs |
Gu |
Gv |
Gw |
Gy |
Gz
 
Gra |
Grb–Grd |
Gre |
Grg |
Gri |
Grj |
Grk |
Grl |
Grm |
Gro |
Grs |
Gru |
Gry |
Grz
 
Graa |
Grab |
Grac |
Grad |
Grae |
Graf |
Grag |
Grah |
Grai |
Graj |
Grak |
Gral |
Gram |
Gran |
Grao |
Grap |
Grar |
Gras |
Grat |
Grau |
Grav |
Graw |
Gray |
Graz
Die Liste der Biografien führt alle Personen auf, die in der deutschsprachigen Wikipedia einen Artikel haben. Dieses ist eine Teilliste mit 201 Einträgen von Personen, deren Namen mit den Buchstaben „Grav“ beginnt.

## Grav
- Grav, Tommy (* 1973), norwegischer Astrophysiker

### Grava
- Grava, Gianluca (* 1977), italienischer Fußballspieler
- Grava, Oskars (* 2001), lettischer Leichtathlet
- Grava, Roger (1922–1949), italienisch-französischer Fußballspieler
- Gravander, Lars Fredrik (1778–1815), schwedischer Arzt und Dichter
- Gravanis, Giannis (1958–2012), griechischer Fußballspieler und -trainer
- Gravano, Sammy (* 1945), US-amerikanischer MobsterSammy Gravano (* 1945)

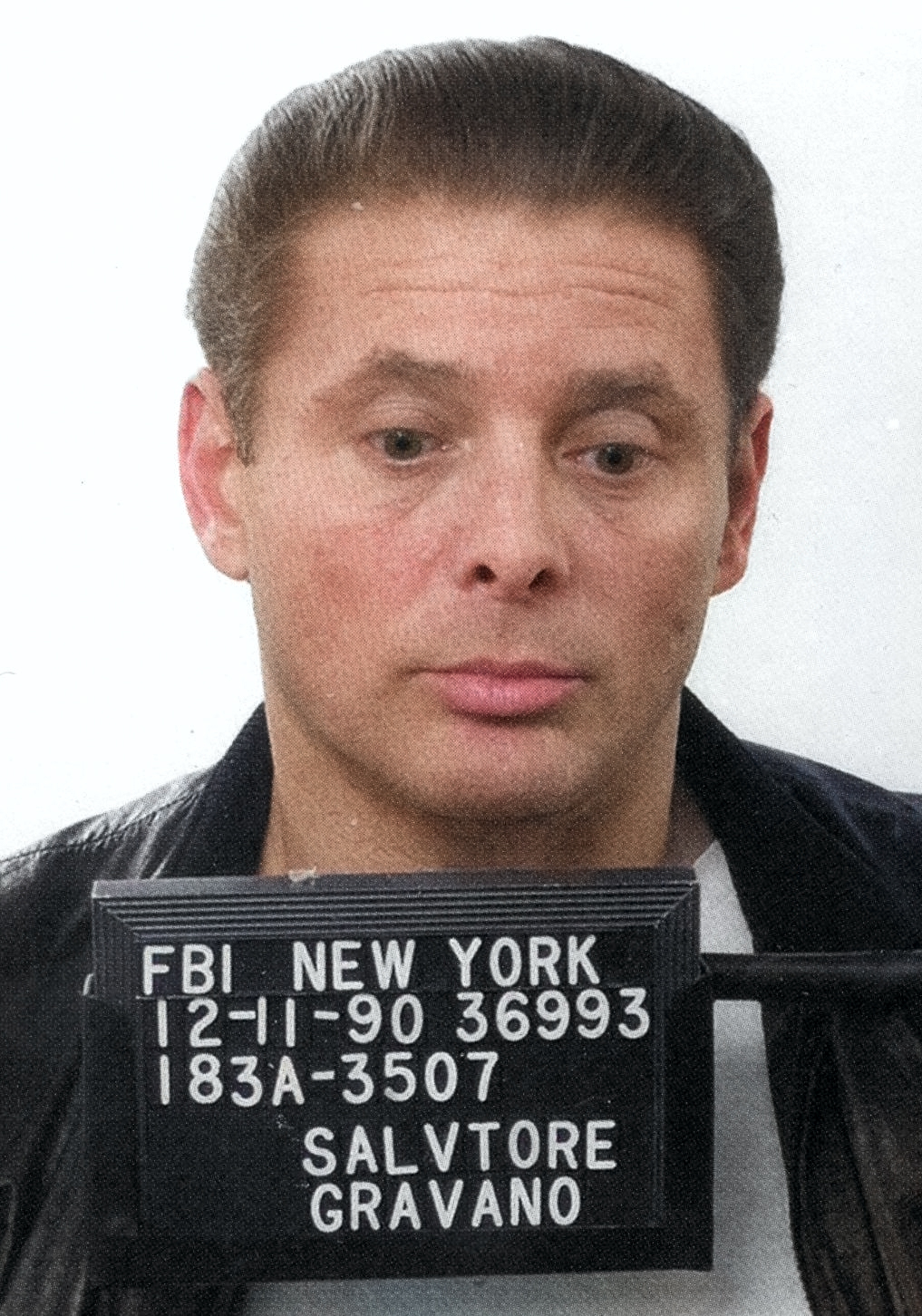
Sammy Gravano (* 1945)

### Grave
- Grave, Birger Thorin (* 1952), deutscher Illustrator und Comic-Zeichner
- Grave, Elsa (1918–2003), schwedische Lyrikerin und Dramatikerin
- Grave, Emmy (1885–1965), deutsche Pädagogin und Frauenrechtlerin
- Grave, Erich (1891–1955), deutscher Filmarchitekt
- Grave, Franz (1932–2022), deutscher Geistlicher, römisch-katholischer Weihbischof im Bistum Essen
- Grave, Friedrich Ludolf (1815–1885), Bremer Senator und Bürgermeister
- Grave, Gerhard (1596–1658), deutscher lutherischer Theologe
- Grave, Gerhard (1598–1675), deutscher evangelisch-lutherischer Theologe und Geistlicher
- Grave, Heinrich (1832–1901), österreichischer Zivilingenieur und Fossiliensammler
- Gräve, Heinrich Gottlob (1772–1847), deutscher Jurist, Historiker und Volkskundler
- Grave, Jan Evert (1759–1805), niederländischer Landschaftszeichner und Aquatinta-Stecher
- Grave, Jan Rune (* 1977), norwegischer Nordischer Kombinierer
- Grave, Jean (1854–1939), französischer Anarchist
- Grave, Johannes (* 1976), deutscher Bildwissenschaftler und Hochschullehrer
- Grave, Karl Ludwig (1784–1840), deutscher Geistlicher und Pädagoge
- Grave, Ludwig (1547–1615), deutscher Mediziner
- Grave, Marcus (1778–1820), deutscher Jurist
- Grave, Pierre Marie de (1755–1823), französischer General, Staatsmann und Schriftsteller
- Gräve, Stephanie (* 1968), deutsche Theaterdramaturgin und Intendantin
- Grave, Uwe Helmut (1955–2018), deutscher Schriftsteller
- Grave, Wolfgang (1560–1608), deutscher Jurist
- Gravel, Kevin (* 1992), US-amerikanischer Eishockeyspieler
- Gravel, Mike (1930–2021), US-amerikanischer Politiker
- Gravel, Raymond (1952–2014), kanadischer Abgeordneter und römisch-katholischer Priester
- Gravelaine, Xavier (* 1968), französischer Fußballspieler
- Grāvelis, Voldemārs (1906–1947), lettischer Fußballspieler
- Gravelius, Harry (1861–1938), deutscher Wasserwirtschaftler, Meteorologe
- Grävell, Maximilian Karl Friedrich Wilhelm (1781–1860), deutscher Jurist und Mitglied der Frankfurter Nationalversammlung
- Grävell, Walter (* 1891), deutscher Statistiker und Staatsbeamter
- Gravelle, François de († 1608), französischer Autor und Philosoph
- Gravelle, Gerry (1934–2022), kanadischer Skispringer
- Gravelle, Jean (1927–1997), kanadischer Eishockeyspieler
- Gravelle, Matthew (* 1976), walisischer Schauspieler und Synchronsprecher
- Gravelle, Trystan (* 1981), walisischer Schauspieler
- Gravelli, Giovanni (1922–1981), italienischer Geistlicher, römisch-katholischer Erzbischof und Diplomat des Heiligen Stuhls
- Gravelot, Hubert-François (1699–1773), französischer Maler, Zeichner und Stecher
- Gravelott, B. (1922–1998), deutscher Mundartautor und Verleger
- Gravelotte, Eugène-Henri (1876–1939), französischer Fechter
- Gravely, Joseph J. (1828–1872), US-amerikanischer Politiker
- Gravemeier, Kurt (* 1957), deutscher Springreiter, Bundestrainer der deutschen Springreiter
- Gräven, Alexander (1679–1746), deutsch-baltischer lutherischer Geistlicher
- Graven, Leonard (* 2004), deutscher Volleyballspieler
- Graven, Vincent (* 2000), deutscher Volleyballspieler
- Gravenberch, Adolf Frederik (1811–1906), Sklave und Arzt in Suriname
- Gravenberch, Ryan (* 2002), niederländischer FußballspielerRyan Gravenberch (* 2002)

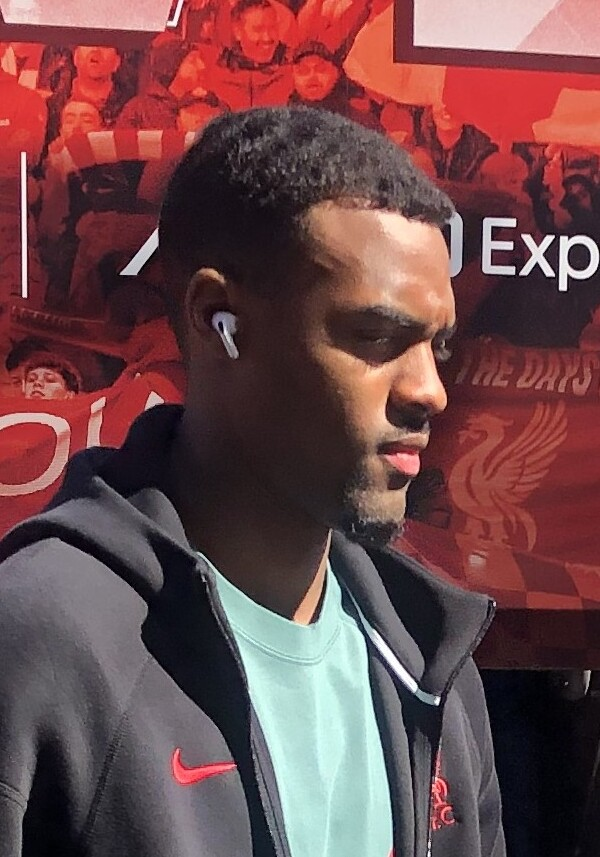
Ryan Gravenberch (* 2002)

- Gravendaal-Tammens, Siet (1914–2014), niederländische Widerstandskämpferin
- Gravenegg, Georg von († 1571), deutscher Abt, Fürstabt im Fürststift Kempten (1557–1571)
- Gravenegg, Joachim von (1594–1671), Fürstabt von Fulda
- Gravenfors, Filip (* 2004), schwedischer Freestyle-Skisportler
- Gravenhorst, Andreas (1684–1727), deutscher Theologe und Schulmann
- Gravenhorst, Carl (1777–1857), deutscher Zoologe und Naturwissenschaftler
- Gravenhorst, Carl (1837–1913), deutscher Jurist und Politiker (DHP), MdR
- Gravenhorst, Christoph Julius (1731–1794), deutscher Chemiker und Unternehmer
- Gravenhorst, David, deutscher Theater-Regisseur und Schauspieler
- Gravenhorst, Fred (1896–1977), deutscher Grafiker
- Gravenhorst, Friedrich (1835–1915), deutscher Straßenbautechniker
- Gravenhorst, Georg (1883–1967), deutscher Ministerialbeamter und Versicherungsmanager
- Gravenhorst, Hein (* 1937), deutscher Künstler und Fotograf
- Gravenhorst, Heinrich (1823–1898), deutscher Lehrer und Imker
- Gravenhorst, Johann Heinrich (1719–1781), deutscher Chemiker und Unternehmer
- Gravenhorst, Karl Theodor (1810–1886), deutscher Altphilologe, Lehrer und Übersetzer
- Gravenhorst, Tobias (* 1962), deutscher Kirchenmusiker, Konzertorganist und Musikwissenschaftler
- Gravenites, Nick (1938–2024), US-amerikanischer Sänger, Songschreiber und Produzent
- Grävenitz, Ernst von (1826–1882), Rittergutsbesitzer, MdR
- Grävenitz, Friedrich Wilhelm von (1679–1754), württembergischer Geheimer Rat, Oberhofmeister und Premierminister
- Grävenitz, Heinrich von (1842–1927), deutscher Rittergutsbesitzer und Hofbeamter
- Grävenitz, Wilhelmine von (1685–1744), Mätresse des Herzog Eberhard Ludwig von Württemberg (1676–1733)Wilhelmine von Grävenitz (1685–1744)

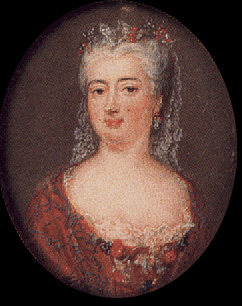
Wilhelmine von Grävenitz (1685–1744)

- Gravenreuth, Charlotte von (1809–1877), deutsche Roman- und Bühnenautorin und Übersetzerin
- Gravenreuth, Franz von (1773–1812), bayerischer Generalstabsoffizier
- Gravenreuth, Georg Christoph von (1667–1736), Stifter des Gravenreuther Stifts
- Gravenreuth, Günter Freiherr von (1948–2010), deutscher Rechtsanwalt und Verleger
- Gravenreuth, Johann Christoph Ernst von (1674–1719), deutscher kaiserlicher General der frühen Neuzeit
- Gravenreuth, Karl Ernst von (1771–1826), deutscher Politiker und Diplomat
- Gravenreuth, Karl von (1858–1891), bayerisch-deutscher Offizier und Forschungsreisender
- Gravenreuth, Kasimir von (1786–1865), bayerischer Generalleutnant
- Gravenreuth, Marian Freiherr von (* 1949), deutscher Schlossherr und Waldbesitzer
- Gravenreuth, Maximilian Joseph von (1807–1874), Schlossherr und Waldbesitzer
- Gravenreuth, Maximilian von (1851–1928), deutscher Jurist und Politiker (Zentrum), MdR
- Gravenreuth, Sigmund-Ulrich von (1909–1944), deutscher Luftwaffenoffizier und Ritterkreuzträger
- Gravenstein, Erika (1920–2008), deutsche Keramikerin und Hochschullehrerin in der DDR
- Gravenstijn, Deborah (* 1974), niederländische Judoka
- Graver, Hans Petter (* 1955), norwegischer Jurist und Hochschullehrer
- Graver, Kjersti (1945–2009), norwegische Juristin
- Graverol, Jane (1905–1984), belgische Malerin des Surrealismus
- Graverol, Jean († 1718), französischer protestantischer Theologe
- Graversgaard, Mette (* 1995), dänische Hürdenläuferin
- Gravert, Anke (1935–2021), deutsche Politikerin (CDU), MdL
- Gravert, Hans Otto (1928–2015), deutscher Tierzuchtwissenschaftler und Hochschullehrer
- Graves Reyneau, Betsy (1888–1964), US-amerikanische Malerin und Suffragette
- Graves, Adam (* 1968), kanadischer Eishockeyspieler und -funktionär
- Graves, Adam J. (* 1977), US-amerikanischer Filmemacher, Filmregisseur, Drehbuchautor, Autor und Filmeditor
- Graves, Alex (* 1965), US-amerikanischer Fernsehregisseur und -produzent sowie Drehbuchautor
- Graves, Alexander (1844–1916), US-amerikanischer Politiker
- Graves, Ann, irische Politikerin (Sinn Féin)
- Graves, Antonio (* 1985), US-amerikanischer Basketballspieler
- Graves, Armgaard Karl (* 1882), deutscher Doppelagent im Ersten Weltkrieg
- Graves, Barry (1942–1994), deutscher Journalist, Autor und Hörfunkmoderator
- Graves, Benjamin F. (1817–1906), US-amerikanischer Jurist und Oberster Richter am Michigan Supreme Court
- Graves, Bibb (1873–1942), US-amerikanischer Politiker und Gouverneur von Alabama
- Graves, Bill (* 1953), US-amerikanischer Politiker
- Graves, Blind Roosevelt (1909–1962), US-amerikanischer Bluesmusiker
- Graves, Cameron (* 1982), amerikanischer Fusionmusiker (Piano, Komposition)
- Graves, Carie (1953–2021), US-amerikanische Ruderin
- Graves, Charles H. (1872–1940), US-amerikanischer Jurist, Bankier und Politiker
- Graves, Clare W. (1914–1986), US-amerikanischer Psychologe, Begründer der Ebenentheorie der Persönlichkeitsentwicklung
- Graves, Corey (* 1984), US-amerikanischer Sportmoderator und ehemaliger WrestlerCorey Graves (* 1984)

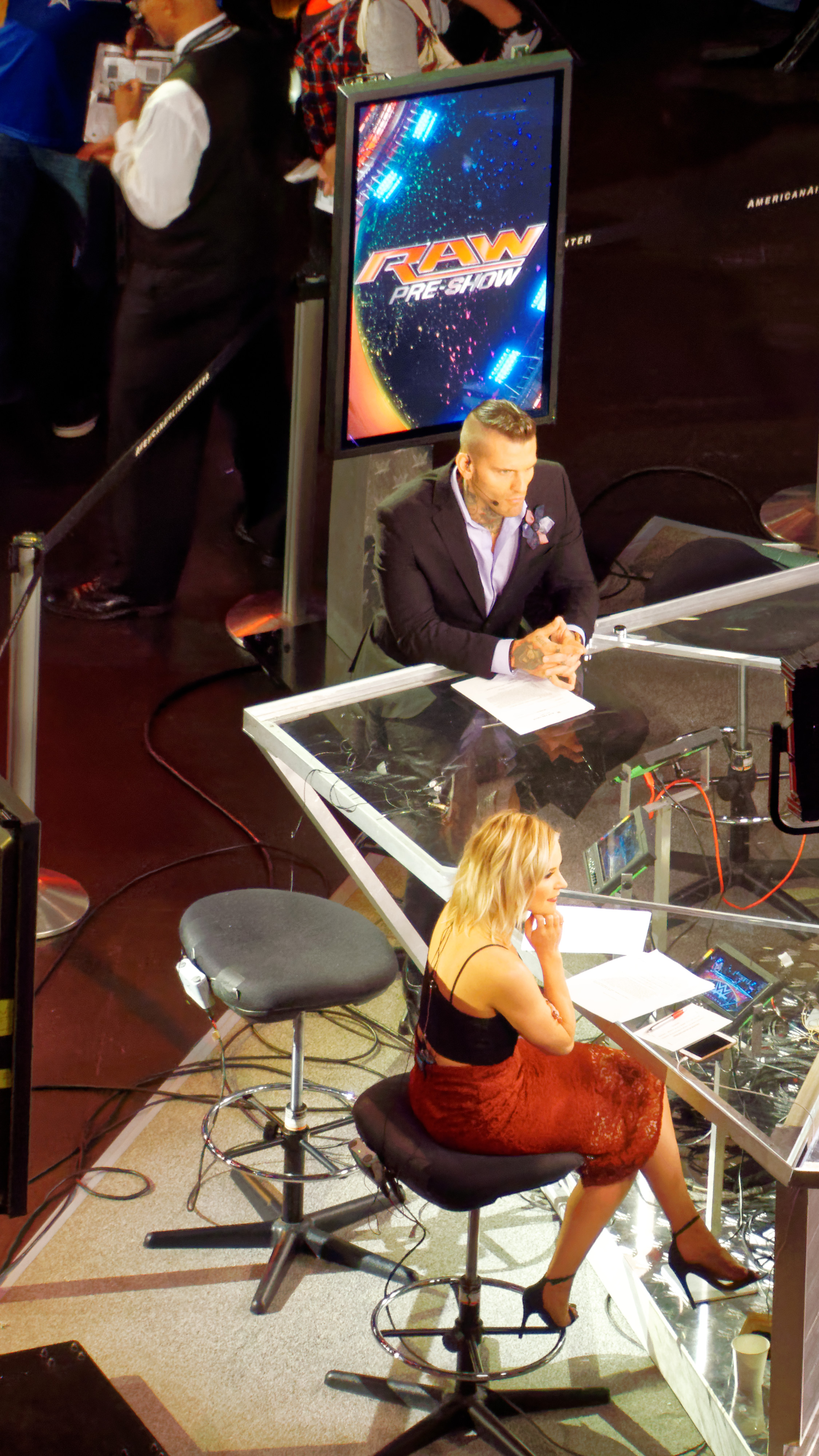
Corey Graves (* 1984)

- Graves, Denyce (* 1964), US-amerikanische Opernsängerin (Mezzosopran)
- Graves, Dixie Bibb (1882–1965), US-amerikanische Politikerin
- Graves, Ed (1917–1980), US-amerikanischer Artdirector und Szenenbildner
- Graves, Edwin (1897–1986), US-amerikanischer Ruderer
- Graves, Garret (* 1972), US-amerikanischer Politiker der Republikanischen Partei
- Graves, Hilliard (* 1950), kanadischer Eishockeyspieler
- Graves, Howard D. (1939–2003), US-amerikanischer Militär, General der US Army
- Graves, Hubert (1894–1972), britischer Diplomat
- Graves, James (* 1963), US-amerikanischer Sportschütze
- Graves, Jenny (* 1941), australische Genetikerin und Hochschullehrerin
- Graves, John (* 1937), US-amerikanischer Automobilrennfahrer
- Graves, John Thomas (1806–1870), irischer Mathematiker
- Graves, Kersey (1813–1883), US-amerikanischer nontheistischer Quäker, Skeptiker, Schriftsteller, Spiritualist, Reformist und Atheist
- Graves, Kirk (* 1964), US-amerikanischer Schauspieler und Filmproduzent
- Graves, Lawrence Preston Joseph (1916–1994), US-amerikanischer Geistlicher, Bischof von Alexandria
- Graves, Margaret S., US-amerikanische Kunsthistorikerin und Hochschullehrerin (Islamische Kunst)
- Graves, Mel (1946–2008), US-amerikanischer Fusion- und Jazzmusiker (Kontrabass, Komposition) und Hochschullehrer
- Graves, Michael (1934–2015), US-amerikanischer Architekt und Designer
- Graves, Michael W. (* 1952), US-amerikanischer Anthropologe und Archäologe
- Graves, Michale (* 1975), US-amerikanischer Horrorpunk-Musiker
- Graves, Milford (1941–2021), US-amerikanischer Jazzmusiker
- Graves, Morris (1910–2001), US-amerikanischer Maler und Grafiker
- Graves, Nancy (1939–1995), US-amerikanische Bildhauerin, Malerin und Filmemacherin
- Graves, Peter (1926–2010), US-amerikanischer SchauspielerPeter Graves (1926–2010)

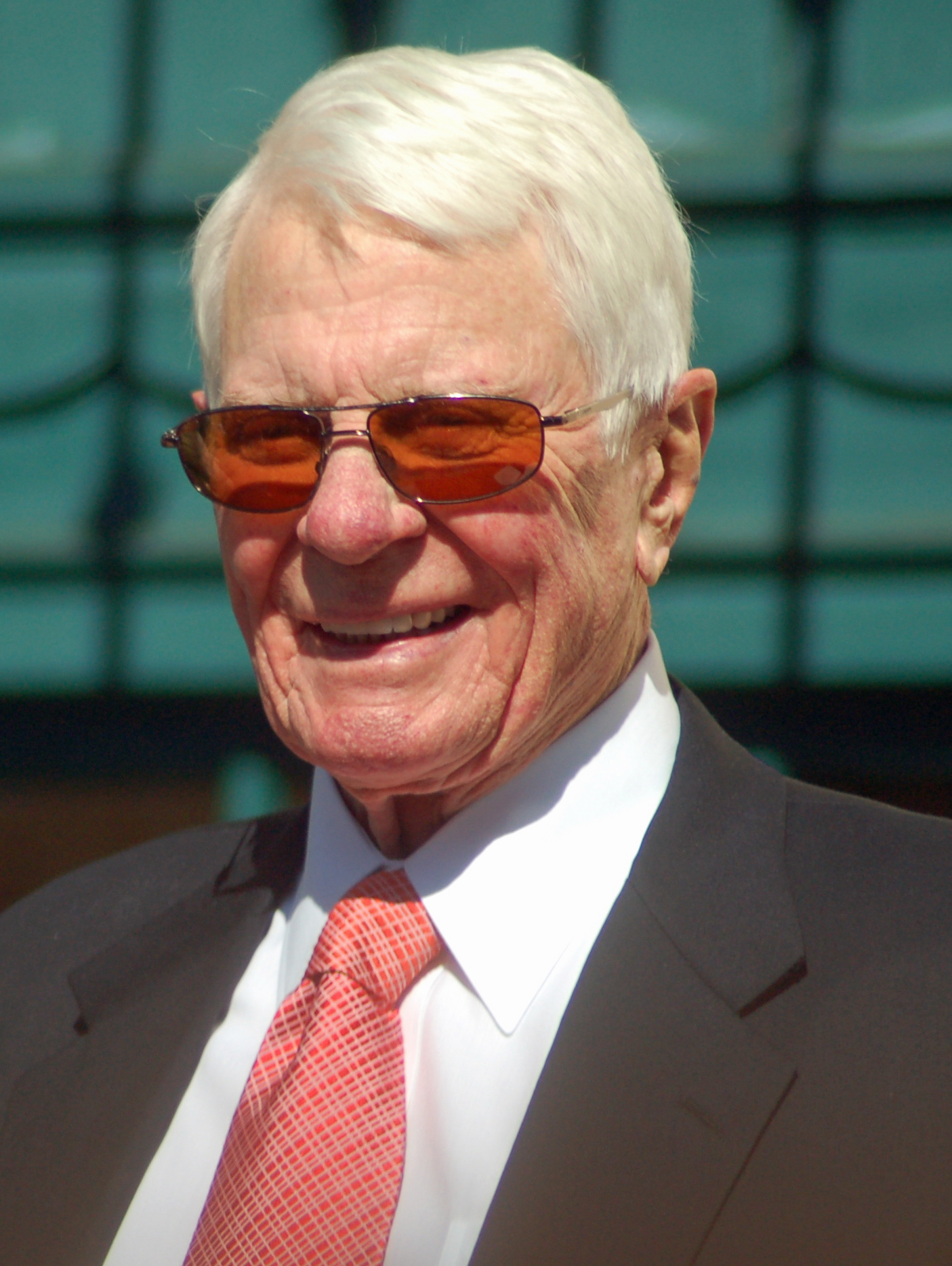
Peter Graves (1926–2010)

- Graves, Philip (1876–1953), britischer Journalist
- Graves, Philip (* 1989), britischer Triathlet
- Graves, Ralph (1924–2013), US-amerikanischer Reporter, Herausgeber und Autor
- Graves, Richard G. (* 1933), US-amerikanischer Offizier, Generalleutnant der US-Army
- Graves, Richard Ryan (1954–2009), britischer Sänger, Komponist und Keyboarder
- Graves, Robert (1895–1985), britischer Schriftsteller und Dichter
- Graves, Robert James (1797–1853), irischer Arzt
- Graves, Rupert (* 1963), britischer SchauspielerRupert Graves (* 1963)

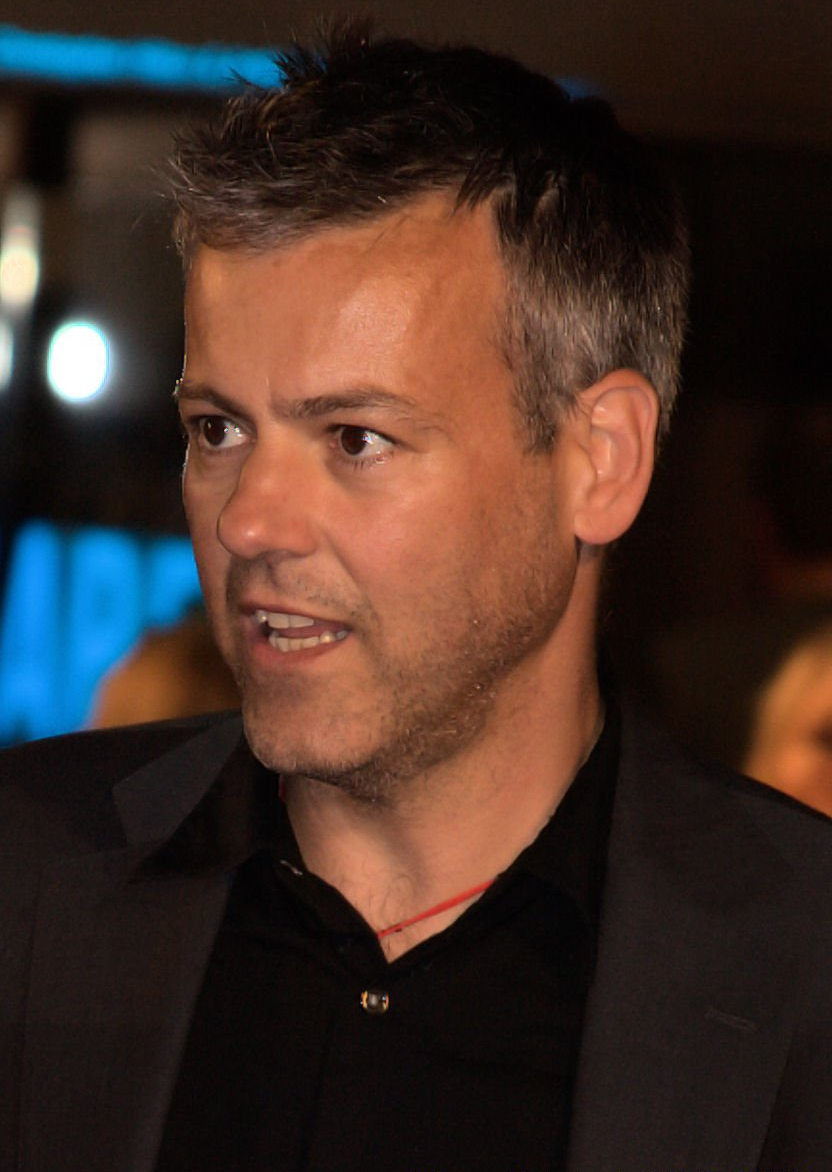
Rupert Graves (* 1963)

- Graves, Ryan (* 1983), US-amerikanischer Manager
- Graves, Ryan (* 1995), kanadischer Eishockeyspieler
- Graves, Sam (* 1963), US-amerikanischer Politiker der Republikanischen Partei
- Graves, Samuel (1713–1787), britischer Admiral
- Graves, Teresa (1948–2002), US-amerikanische Sängerin und Schauspielerin
- Graves, Thomas († 1814), britischer Admiral
- Graves, Thomas, 1. Baron Graves (1725–1802), britischer Admiral im Amerikanischen Unabhängigkeitskrieg und in den Revolutionskriegen sowie Gouverneur von Neufundland
- Graves, Tom (* 1970), US-amerikanischer Politiker
- Graves, Tor (* 1972), thailändischer Autorennfahrer
- Graves, William J. (1805–1848), US-amerikanischer Politiker
- Graves, William S. (1865–1940), US-amerikanischer Offizier, Generalmajor der US-Army
- Gravesande, Willem Jacob ’s (1688–1742), niederländischer Physiker, Astronom und Mathematiker
- Gravesen, Thomas (* 1976), dänischer Fußballspieler
- Gravesend, Stephen († 1338), englischer Geistlicher
- Gravesteijn, Flore (* 1987), niederländische Volleyballspielerin
- Gravet, Paul (* 1995), schweizerisch-französischer Basketballspieler
- Gravett, Christopher (* 1951), britischer Historiker
- Gravett, Emily (* 1972), britische Illustratorin und Bilderbuchautorin
- Gravett, Paul, britischer Autor und Journalist
- Graveure, Louis (1888–1965), englischer Schauspieler und Sänger der Stimmlage Bariton
- Gravey, Fernand (1905–1970), belgischer Schauspieler

### Gravg
- Gravgaard, Michael (* 1978), dänischer Fußballspieler

### Gravh
- Gravholt, Mette (* 1984), dänische Handballspielerin
- Gravholt, Søren (* 1990), dänischer Badmintonspieler

### Gravi
- Graví, Jorge (* 1994), uruguayischer Fußballspieler
- Gravidez, Krishnah (* 2000), philippinisches Model und Schönheitswettbewerbspreisträgerin
- Gravier, Bernard (1881–1923), französischer Degenfechter
- Gravier, Laurent († 1717), französischer Altertumsforscher
- Gravier, Tiziano (* 2002), argentinischer Skirennläufer
- Gravillon, Françoise, französisch-niederländische Schauspielerin, Sängerin und Theaterregisseurin
- Gravina, Blandine (1863–1941), Tochter von Richard und Cosima Wagner Houston
- Gravina, Carla (* 1941), italienische Schauspielerin und Politikerin, Mitglied der Camera dei deputati
- Gravina, Cesare (1858–1954), italienisch-US-amerikanischer Theater- und Filmschauspieler
- Gravina, Domenico († 1643), italienischer Theologe
- Gravina, Domenico Benedetto (1807–1886), italienischer Benediktiner und Kunstschriftsteller
- Gravina, Domenico da, italienischer Historiker
- Gravina, Federico Carlos (1756–1806), spanischer Admiral
- Gravina, Giovanni Vincenzo (1664–1718), italienischer Schriftsteller und Jurist und Mitbegründer der Accademia dell’Arcadia
- Gravina, Giuseppe Maria (1702–1780), italienischer Jesuit
- Gravina, Manfredi (1883–1932), italienischer Marineoffizier, Diplomat und Hoher Kommissar in der Freien Stadt Danzig (1929–1932)
- Gravina, María (* 1939), uruguayische Schriftstellerin
- Gravina, Nicola (* 1935), brasilianischer Fußballspieler und Spielervermittler
- Gravina, Pietro (1749–1830), italienischer Geistlicher, Kardinal der Römischen Kirche
- Gravine, Anita (* 1946), US-amerikanische Jazzsängerin
- Gravine, Mickey (1932–2023), US-amerikanischer Jazz- und Studiomusiker (Posaune)
- Graviseth, Jakob von (1598–1658), Herr von Schloss Liebegg, Bürger von Bern
- Gravitt, Isabel (* 2003), US-amerikanische Schauspielerin
- Gravius, Daniel (1616–1681), holländischer presbyterianischer Missionar auf Formosa
- Gravius, Henricus (1536–1591), niederländischer Theologe
- Gravius, Holger (* 1968), deutscher Architekt, Designer, Künstler und Unternehmer
- Gravius, Johann (1620–1688), deutscher Theologe sowie Professor, Rektor und Prorektor an der Universität Tübingen
- Gravius, Sascha (* 1977), deutscher Mediziner und Hochschullehrer

### Gravo
- Gravogl, Georg (* 1990), österreichischer Fußballspieler
- Gravouil, Théo (* 1998), französische Tennisspielerin

### Gravr
- Gravrogkas, Antanas Julijonas (1880–1958), litauischer Ingenieur, Mechaniker und Politiker

### Gravy
- Gravy, Claudia (* 1945), kongolesische Schauspielerin